# Proklamator
Ein Proklamator ist eine Person, die Bekanntmachungen laut ausruft. Das Wort ist aus dem lateinischen Wort pro-clamare, was so viel bedeutet wie ‚lautes Ausrufen, schreien‘, abgeleitet.
Als Proklamator bezeichnet man auch die Personen, die bei einer öffentlichen Auktion die Gebote der Teilnehmer laut ausrufen. In Krünitz’ Enzyklopädie (19. Jahrhundert) heißt es dazu, „Proclamator … heißt diejenige Person, welche bey den öffentlichen Auctionen oder Subhastationen das von einem oder dem andern geschehene Gebot laut ausrufet.“